# Proisotoma minuta
Proisotoma minuta är en urinsektsart som först beskrevs av Tycho Fredrik Hugo Tullberg 1871.  Proisotoma minuta ingår i släktet Proisotoma och familjen Isotomidae. Arten är reproducerande i Sverige. Inga underarter finns listade i Catalogue of Life.